# Ellipteroides nigroluteus
Ellipteroides nigroluteus är en tvåvingeart som först beskrevs av Alexander 1971.  Ellipteroides nigroluteus ingår i släktet Ellipteroides och familjen småharkrankar. Inga underarter finns listade i Catalogue of Life.